# Casio Cassiopeia

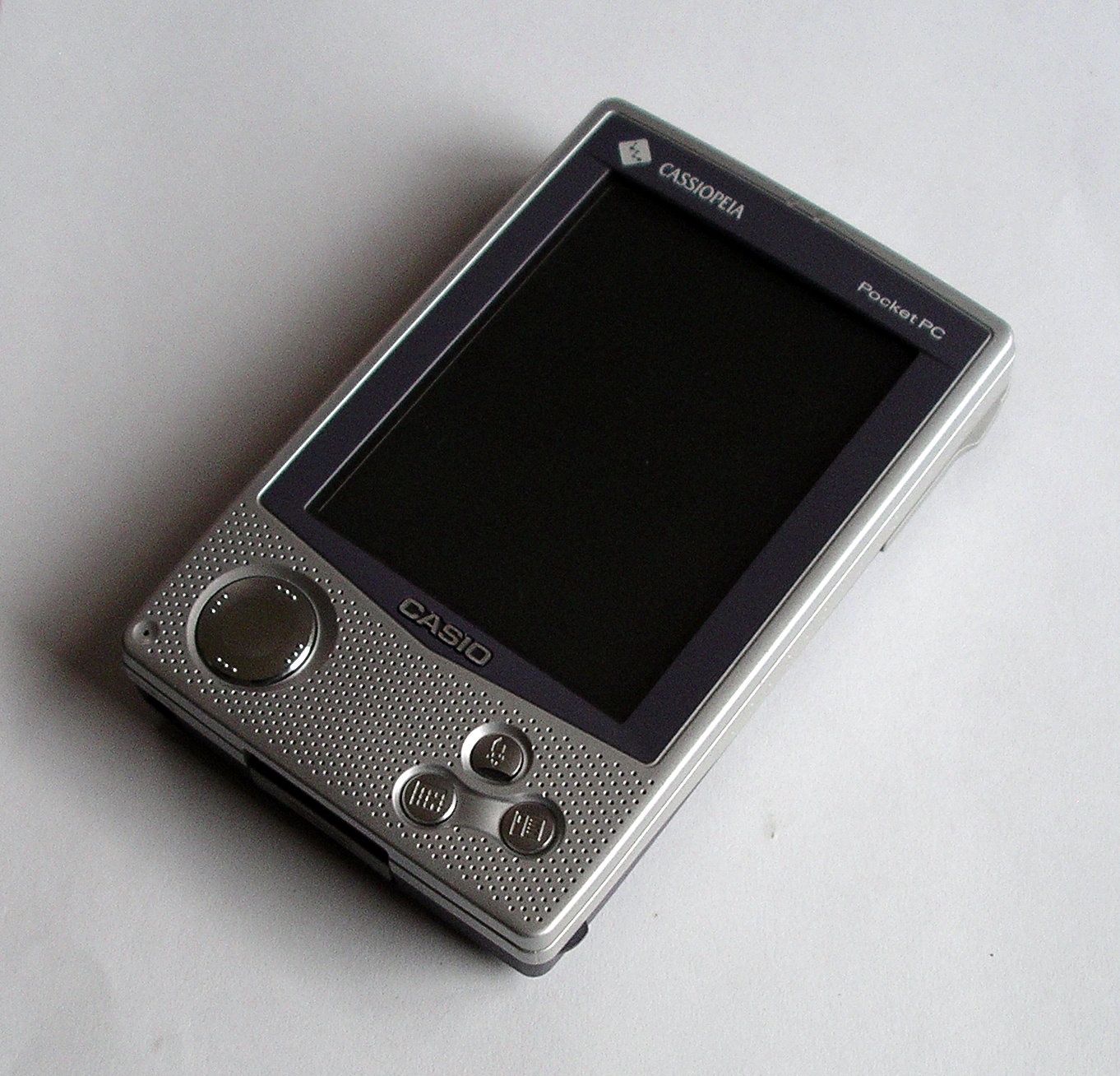
Бесклавиатурный КПК Casio Cassiopeia E-125

Casio Cassiopeia — торговая марка компании Casio, под которой выпускался ряд карманных персональных компьютеров (КПК) и субноутбуков компании. Большинство устройств серии Cassiopeia (за исключением субноутбуков Cassiopea FIVA) работало под управлением операционных систем Microsoft, основанных на ядре Windows CE.

## Модели

### Cassiopeia A-10/A-11/A-11A/A11+
Клавиатурный КПК (handheld PC) Casio Cassiopeia A10 — первый КПК компании Casio, а также один из первых КПК на базе платформы Microsoft Handheld PC 1.0 (Windows CE 1.0). Он был выпущен в конце 1996 года, позднее были выпущены модификации А-11 и А-11+. Версии A10, A11 и A11+ отличались в первую очередь размером оперативной памяти, а также комплектом поставки и набором встроенного программного обеспечения. Данные устройства выпускались также под торговой маркой компании Compaq (Compaq PC Companion C120/C120+/C140).
Технические характеристики:
- Операционная система: Microsoft Windows CE 1.0 Handheld PC edition
- Габариты: 175 мм x 92 мм x 26,5 мм
- Вес: 380 гр.
- Процессор: Hitachi SH3 с частотой 40 МГц
- Память:
  - ПЗУ: 4 МБ (во всех моделях)
  - ОЗУ: 2 МБ (A-10) / 4 МБ (A-11, A-11A) / 6 МБ (A-11+)
- Дисплей:
  - Тип: монохромный ЖК-дисплей с подсветкой
  - Размер диагонали экрана: 5,1 дюйма (130 мм)
  - Разрешение экрана: 480 x 240 пикселей
  - Количество отображаемых цветов: 4 градации серого
- Интерфейсы связи: Последовательный порт (проприетарный разъём) и инфракрасный порт (SIR/CIR 115,2 кбит/c)
- Интерфейсы расширения: PCMCIA (тип I,II)
- Устройства ввода: QWERTY-клавиатура (61 клавиша) и сенсорный экран
- Источник питания: 2xAA; CR2032 для сохранения данных CMOS
- Дополнительно: динамик

### Cassiopeia A-20
Клавиатурный КПК Casio Cassiopeia A-20 вышел в конце 1997 года и являлся развитием моделей Сassiopeia A10/A11. Устройство работало под управлением обновлённой программной платформы Microsoft Handheld PC 2.0 (Windows CE 2.0). В новой модели был увеличен размер памяти, частота процессора возросла почти вдвое. Также был увеличен размер экрана. Недостатком устройства были увеличившиеся габариты и вес.
Технические характеристики:
- Операционная система: Microsoft Windows CE 2.0 Handheld PC edition
- Габариты: 185 мм x 94 мм x 24,5 мм
- Вес: 430 гр.
- Процессор: Hitachi SH3 с частотой 80 МГц
- Память: 8 МБ ПЗУ (во всех моделях) и 8 МБ ОЗУ
- Дисплей:
  - Тип: монохромный ЖК-дисплей с подсветкой
  - Размер диагонали экрана: 6,5 дюйма (165 мм)
  - Разрешение экрана: 640 x 240 пикселей
  - Количество отображаемых цветов: 4 градации серого
- Интерфейсы связи: Последовательный порт (проприетарный разъём) и инфракрасный порт (SIR/CIR 115,2 кбит/c)
- Интерфейсы расширения: PCMCIA (тип I,II) и CompactFlash (тип I)
- Устройства ввода: QWERTY-клавиатура (61 клавиша) и сенсорный экран
- Источник питания: 2xAA; CR2032 для сохранения данных CMOS
- Дополнительно: динамик, микрофон

### Cassiopeia A-21S/A-22T/A-23G
Модели Cassiopeia A-21S/A-22T/A-23G представляли собой модификацию Casio Cassiopeia A-20. От базовой модели они отличались увеличенным до 16 Мб размером оперативной памяти, а также набором встроенного программного обеспечения.
Модели A-21S/A-22T отличались от базового КПК A-20 отсутствием подсветки. Индексы S и T обозначают - Teacher Model и Student Model. Стоимость на момент выпуска составляла: A-22T - $449.95, А-21S - $399.95. Для данных КПК могли приобретаться отдельно следующие пакеты ПО:
- Maple CE College
- Maple CE High School
- Sketchpad CE
- MRI Graphing Calculator

### Cassiopeia A-50/A-51/A-51V/A-55V
Cassiopeia A-50/A-51 — модификация Cassipeia A-10/A-11 для японского рынка с увеличенным до 24 МБ размером ПЗУ и разъёмом для карт памяти типа CompactFlash. Кроме того, модель A-50 обладала 4 МБ ОЗУ, а A-51 — 8 МБ. Модель A-51V отличалась увеличенной до 80 МГц частотой процессора и набором предустановленного программного обеспечения. Данные модели работали под управлением операционной системы Microsoft Handheld PC 1.01 (Windows CE 1.01). Модель A-55V в целом была аналогична A-51V, но использовалась операционная система Microsoft Handheld PC 2.0 (Windows CE 2.0).

### Cassiopeia A-60
Cassiopeia A-60 — модификация Cassiopeia A-20 для японского рынка с увеличенным до 24 Мб размером ПЗУ.

## Palm-size PC

### Cassiopeia E-10/E11
Cassiopeia E-10 — первый бесклавиатурный КПК Casio и один из первых КПК на базе платформы Microsoft Palm-size PC, был представлен в мае 1998 года. Устройство было значительно компактней чем handheld PC A10/A20, но тем не менее проигрывало по габаритам и весу популярным в то время КПК Palm. Позднее была выпущена модель Cassiopeia E-11 с увеличенным объёмом оперативной памяти.
Технические характеристики:
- Операционная система: Microsoft Palm-size PC 1.0 (Windows CE 2.01)
- Габариты: 84 мм x 125 мм x 20 мм
- Вес: 184 г.
- Процессор: NEC VR4111 (MIPS) с частотой 69 МГц
- Память:
  - ПЗУ: 8 МБ (во всех моделях)
  - ОЗУ: 4 МБ (E-10) / 8 МБ (E-11)
- Дисплей:
  - Тип: черно-белый ЖК-дисплей с подсветкой
  - Размер диагонали экрана: 3,5 дюйма (89 мм)
  - Разрешение экрана: 240 x 320 пикселей
  - Количество отображаемых цветов: 4 градации серого
- Интерфейсы связи: Последовательный порт (проприетарный разъём) и инфракрасный порт (SIR/CIR 115,2 кбит/c)
- Интерфейсы расширения: CompactFlash (тип I)
- Устройства ввода: сенсорный экран, 4 перенастраиваемые кнопки
- Источник питания: 2xAAA; CR2032 для сохранения данных CMOS
- Дополнительно: динамик, микрофон, разъём TRS (3,5 мм) для наушников, разъём для микрофона

### Cassiopeia E-15
Cassiopeia E-15 — развитие моделей E-10/E-11 и последний представитель серии Cassiopeia с монохромным экраном. КПК вышел в мае 1999 года. От младшей модели отличался увеличенным объёмом памяти и обновлённой версией программного обеспечения.
Технические характеристики:
- Операционная система: Microsoft Palm-size PC 1.2 (Windows CE 2.11)
- Габариты: 83 мм x 128 мм x 15 мм
- Вес: 185 гр.
- Процессор: NEC VR4111 (MIPS) с частотой 69 МГц
- Память:
  - ПЗУ: 16 МБ
  - ОЗУ: 16 МБ
- Дисплей:
  - Тип: монохромный ЖК-дисплей с подсветкой
  - Размер диагонали экрана: 3,5 дюйма (89 мм)
  - Разрешение экрана: 240 x 320 пикселей
  - Количество отображаемых цветов: 4 градации серого
- Интерфейсы связи: Последовательный порт (проприетарный разъём) и инфракрасный порт (SIR/CIR 115,2 кбит/c)
- Интерфейсы расширения: CompactFlash (тип I)
- Устройства ввода: сенсорный экран, 4 перенастраиваемые кнопки
- Источник питания: 2xAAA; CR2032 для сохранения данных CMOS
- Дополнительно: динамик, микрофон, разъём TRS (3,5 мм) для наушников, разъём для микрофона

### Cassiopeia E-55/E-65
Cassiopeia E-55 — модификация Cassiopeia E-15 для японского рынка с увеличенным до 32 МБ размером ПЗУ. Модель Cassiopeia E-65 отличалась комплектом поставки и набором встроенного программного обеспечения.

### Cassiopeia E-100/E-105
Cassiopeia E-100 — первый КПК Casio с цветным экраном, аппаратно данная модель практически идентична Cassiopeia E-15. Как и модель E-15 была представлена в мае 1999 года. Позднее, в начале 2000 года была представлена модель Cassiopeia E-105, отличающаяся увеличенным до 32 Мб объёмом ПЗУ.
Технические характеристики:
- Операционная система: Microsoft Palm-size PC 1.2 (Windows CE 2.11)
- Габариты: 84 мм x 131 мм x 20 мм
- Вес: 255 гр.
- Процессор: NEC VR4121 (MIPS) с частотой 131 МГц
- Память:
  - ПЗУ: 16 МБ (E-100) / 32 МБ (E-105)
  - ОЗУ: 16 МБ (для всех моделей)
- Дисплей:
  - Тип: цветной ЖК-дисплей с активной матрицей
  - Размер диагонали экрана: 3,8 дюйма (96 мм)
  - Разрешение экрана: 240 x 320 пикселей
  - Количество отображаемых цветов: 65 536
- Интерфейсы связи: Последовательный порт (проприетарный разъём) и инфракрасный порт (SIR/CIR 115,2 кбит/c)
- Интерфейсы расширения: CompactFlash (тип I,II)
- Устройства ввода: сенсорный экран, 4 перенастраиваемые кнопки
- Источник питания: Литий-ионный аккумулятор; CR2032 для сохранения данных CMOS
- Дополнительно: динамик, микрофон, разъём TRS (3,5 мм) для наушников, разъём для микрофона

### Cassiopeia E-500/E-503
Cassiopeia E-500 — модификация Cassiopeia E-105 для японского рынка с увеличенным до 32 МБ объёмом ОЗУ. Модель Cassiopeia E-503 отличалась в основном набором встроенного программного обеспечения. Для моделей E-500 можно было приобрести дополнительный фотомодуль E-507, который устанавливался на верхнюю часть КПК.

## Pocket PC

### Cassiopeia E-115/E-125
Cassiopeia E-115 — первая модель Casio на платформе Microsoft Pocket PC,, представлена в мае 2000 года. Модели E-115/E-125 ни аппаратно, ни по внешнему виду практически не отличались от предыдущих моделей на платформе Palm-Size PC (E-100/E-105), все значимые отличия лежат в программной части устройств. Cassiopeia E-125 отличается от Cassiopeia E-115 немного более быстрым процессором. На базе модели Cassiopeia E-125 был разработан один из первых коммуникаторов — Siemens SX45.
Технические характеристики:
- Операционная система: Microsoft Pocket PC 2000 (Windows CE 3.0)
- Габариты: 84 мм x 131 мм x 20 мм
- Вес: 250 гр.
- Процессор: NEC VR4121 (MIPS) с частотой 131 МГц (E-115) / NEC VR4122 (MIPS) с частотой 150 МГц (E-125)
- Память:
  - ПЗУ: 32 МБ
  - ОЗУ: 16 МБ
- Дисплей:
  - Тип: цветной ЖК-дисплей с активной матрицей
  - Размер диагонали экрана: 3,8 дюйма (96 мм)
  - Разрешение экрана: 240 x 320 пикселей
  - Количество отображаемых цветов: 65 536
- Интерфейсы связи: Последовательный порт (проприетарный разъём), USB-порт и инфракрасный порт (SIR/CIR 115,2 кбит/c)
- Интерфейсы расширения: CompactFlash (тип I,II)
- Устройства ввода: сенсорный экран, 4 перенастраиваемые кнопки
- Источник питания: Литий-ионный аккумулятор; CR2032 для сохранения данных CMOS
- Дополнительно: динамик, микрофон, разъём TRS (3,5 мм) для наушников, разъём для микрофона

### Cassiopeia EM-500
Cassiopeia EM-500 — упрощённая и облегчённая версия Сassiopeia E-125 с 16 МБ ПЗУ и уменьшенным экраном (3,5 дюйма). Габариты устройства составляли 82 мм x 128 мм x 18 мм, а вес 218 гр. Вместо разъёма CompactFlash был предусмотрен разъём для карт памяти типа SDУстройство было доступно в нескольких цветах и продавалось в США.

### Cassiopeia E-200
КПК Cassiopeia E-200, использовавший новую аппаратную платформу, был представлен в конце 2001 года. Данная модель оказалась последним КПК Casio, выпущенным для европейского и американского рынка. Устройство работало под управлением новой операционной системы Microsoft Pocket PC 2002.
Технические характеристики:
- Операционная система: Microsoft Pocket PC 2002
- Габариты: 82 мм x 130 мм x 17,5 мм
- Вес: 190 гр.
- Процессор: Intel StrongARM SA-1110 с частотой 206 МГц
- Память:
  - Флеш-память: 32 МБ
  - ОЗУ: 64 МБ
- Дисплей:
  - Тип: цветной ЖК-дисплей с активной матрицей
  - Размер диагонали экрана: 3,5 дюйма (89 мм)
  - Разрешение экрана: 240 x 320 пикселей
  - Количество отображаемых цветов: 65 536
- Интерфейсы связи: Последовательный порт (проприетарный разъём), USB-порт и инфракрасный порт (SIR/CIR 115,2 кбит/c)
- Интерфейсы расширения: CompactFlash (тип I,II), SD/MMC
- Устройства ввода: сенсорный экран, 4 перенастраиваемые кнопки
- Источник питания: Литий-ионный аккумулятор; CR2032 для сохранения данных CMOS
- Дополнительно: динамик, микрофон, разъём TRS (3,5 мм) для наушников, разъём для микрофона

### Cassiopeia E-700/E750
Cassiopeia E-700 — аналог модели Cassiopeia EM-500 для японского рынка с увеличенным до 32 МБ размером ОЗУ. Модель была доступна в нескольких цветах.
Cassiopeia E-750 — аналог модели Cassiopeia E-125 для японского рынка с увеличенным до 32 МБ размером ОЗУ и более производительным процессором NEC VR4131 (200 МГц).

### Cassiopeia E-2000
Аналог Casio Cassiopeia E-200 для японского рынка.

### Cassiopeia E-3000/E-3100
Cassiopeia E-3000 — развитие модели Cassiopeia E-200/E-2000. КПК Cassiopeia E-3000 вышел в 2003 году, работал под управлением ОС Microsoft Pocket PC 2002 и был основан на процессоре Intel XScale с частотой 400 МГц

## Cassiopeia FIVA
После выпуска клавиатурных КПК Cassiopeia A-20/A-60 компания Casio практически прекратила разработку новых моделей handheld PC и сосредоточилась на выпуске бесклавиатурных КПК. Вместо handheld PC компания Casio разработала серию миниатюрных x86-совместимых ноутбуков Cassiopeia FIVA, которые были предназначены в первую очередь для японского рынка. По современной классификации эти модели можно отнести к нетбукам, однако, основными конкурентами этих устройств были сравнимые по габаритам модели высокопроизводительных клавиатурных КПК («субноутбуков» по классификации ряда производителей), работающие под управлением Microsoft Handheld PC 3.0/2000 (Windows CE 2.11/3.0), такие как HP Jornada 820, Compaq Aero 8000, NEC MobilePro 800, Sharp Telios и некоторые другие. Достоинством устройств серии Cassiopeia FIVA была полная совместимость с программами для настольных ПК, поскольку они работали под управлением настольных операционных систем семейства Windows или GNU/Linux, а недостатком — высокая цена (на европейском и американском рынках).

### Cassiopeia FIVA MPC-10x
Первый субноутбук серии Cassiopeia FIVA MPC-101 был представлен в ноябре 1998 года. Он был построен на 200 МГц процессоре National Semiconductor MediaGXm, размер оперативной памяти составлял 32 Мб (с возможностью расширения до 96 Мб). Ноутбук обладал цветным экраном размером 6,7 дюйма (170 мм) и разрешением 800x600 точек. Тачпад располагался справа от экрана. Выпускались 2 версии устройства: М32 — со встроенным модемом (56 кбит/c) и жёстким диском 3,2 ГБ, и M31 — без модема и уменьшенным до 2,1 ГБ объёмом жёсткого диска. Работал ноутбук под управлением операционной системы Windows 98. Данная модель продавалась преимущественно на японском рынке.
В 1999 году была представлена модель Cassiopeia FIVA MPC-102. Данная модель продавалась также на европейском и американском рынках и была довольно популярна. От предыдущей модели отличалась немного улучшенными характеристиками (увеличена частота процессора, возрос объём оперативной памяти и жёсткого диска). Как и предыдущая версия, продавалась в двух вариантах: с модемом (М62E/M62S) и без оного (M63).
Технические характеристики Cassiopeia FIVA MPC-102:
- Операционная система: Microsoft Windows 98 SE
- Габариты: 210 мм x 130 мм x 25 мм
- Вес: 850 гр.
- Процессор: National Semiconductor MediaGX (Geode GXLV) с частотой 233 МГц
- Память:
  - ОЗУ 64 МБ (с возможностью расширения до 96 МБ)
  - Жёсткий диск 6 ГБ
- Дисплей:
  - Тип: цветной ЖК-дисплей с активной матрицей
  - Размер диагонали экрана: 6,7 дюйма (170,2 мм)
  - Разрешение экрана: 800 x 600 пикселей
  - Количество отображаемых цветов: 65 536
- Интерфейсы связи: Последовательный порт, инфракрасный порт, USB-порт, 56 кбит/c модем (только для версии M62E/M62S)
- Интерфейсы расширения: PCMCIA (тип I,II)
- Устройства ввода: QWERTY-клавиатура (84 клавиши) и тачпад
- Источник питания: Литий-ионный аккумулятор
- Дополнительно: динамик, микрофон, разъём TRS (3,5 мм) разъём для наушников.

Позднее, в 2000 году, вышла модель Cassiopeia FIVA MPC-103, работавшая под управлением Windows ME. Ноутбук обладал процессором Geode GX1 с частотой 300 МГц и жёстким диском объёмом 10 ГБ, остальные характеристики остались такими же, как и у предыдущей модели (MPC-102).

### Cassiopeia FIVA MPC-2xx
В 2001 году вышли ноутбуки Cassiopeia FIVA второго поколения. Они были построены на отличной от устройств серии MPC-10x платформе — использовался более производительный процессор Transmeta Crusoe с частотой 500 или 600 МГц (в зависимости от модели). Размер экрана был увеличен до 8,4 дюйма (213,4 мм), а тачпад был размещён посередине под клавиатурой. На американский и европейский рынки поставлялись младшие модели MPC-205 и MPC-206, а остальные модели (MPC-206VL, MPC-216XL, MPC-225BS/BL) были предназначены преимущественно для Японии. Ноутбуки MPC-2xx поставлялись с двумя операционными системами: Windows и CASIO Linux (на базе Midori Linux).
Технические характеристики Cassiopeia FIVA MPC-205/206:
- Операционная система: Microsoft Windows ME и CASIO Linux
- Габариты: 233 мм x 200 мм x 22 мм
- Вес: 990 гр.
- Процессор: Transmeta Crusoe с частотой 500 МГц (MPC-205) или 600 МГц (MPC-206)
- Память:
  - ОЗУ 96 МБ (MPC-205) или 128 МБ (MPC-206) с возможностью расширения до 192 МБ
  - Жёсткий диск 10 ГБ (MPC-205) или 20 ГБ (MPC-206)
- Дисплей:
  - Тип: цветной ЖК-дисплей с активной матрицей
  - Размер диагонали экрана: 8,4 дюйма (213,4 мм)
  - Разрешение экрана: 800 x 600 пикселей
  - Количество отображаемых цветов: 65 536
- Интерфейсы связи: Последовательный порт, FireWire-порт, USB-порт, VGA-выход, 56 кбит/c модем, RJ45 (LAN)
- Интерфейсы расширения: PCMCIA (тип I,II), CompactFlash (тип I,II)
- Устройства ввода: QWERTY-клавиатура (84 клавиши) и тачпад
- Источник питания: Литий-ионный аккумулятор
- Дополнительно: динамик, микрофон, разъём TRS (3,5 мм) для наушников, разъём для микрофона

Версия MPC-206VL отличалась увеличенным до 30 ГБ размером жёсткого диска и возможностью увеличения объёма оперативной памяти до 256 МБ. Модель MPC-216XL обладала жёстким диском объёмом 15 ГБ, а в качестве операционных систем использовались Windows XP Home Edition и CASIO Linux 2.0. В модели MPC-225BS частота процессора составляла 500 МГц и было установлено 160 МБ оперативной памяти, а модель MPC-225BL поставлялась с батареей увеличенной ёмкости. Две последние модели были предназначены для корпоративных клиентов и на них была установлена операционная система Windows 2000.

### Cassiopeia FIVA MPC-501/MPC-701
Cassiopeia FIVA MPC-501 и MPC-701 — миниатюрные планшетные ПК (по современной классификации могут быть отнесены к UMPC), продавались исключительно на японском рынке.
Casiopeia FIVA MPC-501 вышла в 1999 году, её аппаратная часть была в целом аналогична ноутбуку Cassiopeia FIVA MPC-101 (процессор MediaGXm с частотой 200 МГц, ОЗУ 32 МБ, жёсткий диск 3,2 ГБ). Основным устройством ввода был сенсорный экран с размером диагонали 6,7 дюйма и разрешением 800x600, кроме того, справа от экрана была расположена цифровая клавиатура и несколько функциональных клавиш. Модель Cassiopeia FIVA MPC-501, как и аналогичный ноутбук, поставлялась в двух вариантах: M32 — c 56 кбит/с модемом и M33 — без оного. В качестве операционной системы использовалась Windows 98.
Casiopeia FIVA MPC-701 была представлена в 2002 году. Новая модель была основана на процессоре Transmeta Crusoe с частотой 800 МГц и обладала 128 МБ оперативной памяти. Размер диагонали экрана был увеличен до 8,4 дюйма (213,4 мм), разрешение осталось прежним (800x600 точек). Устройство работало под управлением операционной системы Windows 2000.

## Прочие модели Casio Cassiopeia
После ухода с американского и европейского рынков компания Casio сосредоточилась на разработке КПК для корпоративного сектора (японский рынок).
- Cassiopeia IT-700 — первая модель корпоративного КПК Casio, была выпущена в 2000 году. Аппаратно модель была аналогична Casio E-125, но имела цифровую клавиатуру и 2 разъёма CompactFlash, а также увеличенный до 32 МБ размер ОЗУ.
- Pocket Manager BE-300/BE-500 — данные аппараты были выпущены в 2002 году. Устройства обладали экраном с пассивной матрицей, отображающим 32 768 цветов, размер диагонали составлял всего 3,2 дюйма (81 мм). Основным достоинством устройства были малые габариты (76 мм x 121 мм × 18 мм) и вес (158 гр.). КПК был построен на базе процессора NEC VR4131 с частотой 166 МГц и работал под управлением Windows CE 3.0 с собственным, разработанным Casio, графическим интерфейсом пользователя.
- Cassiopeia IT-500 — серия данных КПК была представлена в апреле 2003 года. Они были построены на базе процессора Intel XScale PXA255 с частотой 400 МГц и работали под управлением Windows CE.NET 4.1. Объём ПЗУ на основе флеш-памяти составлял 64 МБ, а ОЗУ — 32 МБ. Разъём для подключения карт памяти отсутствовал. Устройства были пыле-влагозащищёнными (IP54) и ударопрочными.
- Cassiopeia IT-10 — продолжение линейки корпоративных КПК компании, представлены в 2004 году. В отличие от предыдущих моделей (IT-500) были лишены цифровой клавиатуры, но осталась защита от пыли, влаги и ударов. КПК были построены на базе процессора Intel XScale PXA270 с частотой 416 МГц и работали под управлением операционной системы Windows Mobile 2003. Экран с размером диагонали 3,7 дюйма (94 мм) обладал разрешение 640×480 точек. Все КПК данной серии оснащались разъёмом для карт памяти типа SD, а в некоторых моделях присутствовал Wi-Fi и/или Bluetooth.
- Cassiopeia DT-5200 — последняя серия КПК Cassiopeia, была представлена в октябре 2005 года. КПК были построены на базе процессора Intel XScale PXA270 с частотой 520 МГц и работали под управлением операционной системы Windows CE 5.0 Professional. Для ввода информации, помимо сенсорного экрана, была предусмотрена дополнительная клавиатура (20 клавиш). Как и предшествующие модели КПК серии Cassiopeia, DT-5200 были пыле-влагозащищёнными и ударопрочными.